# Martyn Bernard
Martyn John Bernard (ur. 15 grudnia 1984 w Wakefield) – brytyjski lekkoatleta specjalizujący się w skoku wzwyż.
Na początku swojej kariery zajął 10. miejsce w mistrzostwach globu juniorów (2002) oraz 12. pozycję na juniorskim czempionacie Europy (2003). W 2005 po zajęciu jedenastego miejsca w młodzieżowych mistrzostwach Europy zdobył brązowy medal uniwersjady. Na początku 2006 roku sięgnął w Melbourne po srebrny krążek igrzysk Wspólnoty Narodów. Bez powodzenia startował latem 2006 w mistrzostwach Europy. Podczas rozgrywanych w Birmingham halowego czempionatu Starego Kontynentu wywalczył brązowy medal. W sezonie letnim był piąty na uniwersjadzie oraz czternasty na mistrzostwach świata. Startował w finale igrzysk olimpijskich w Pekinie, w którym zajął dziewiątą lokatę (2008). W 2010 zdobył brązowy medal mistrzostw Europy, był trzeci w zawodach o puchar interkontynentalny oraz nie awansował do finału na igrzyskach Wspólnoty Narodów. Dwukrotny halowy mistrz Wielkiej Brytanii (2006, 2007) oraz trzykrotny mistrz Wielkiej Brytanii na stadionie (2006, 2007, 2010).
Rekordy życiowe: stadion – 2,30 (29 czerwca 2008, Eberstadt); hala – 2,30 (3 marca 2007, Birmingham).

## Osiągnięcia
| Rok  | Impreza                        | Miejsce    | Pozycja           | Wynik |
| ---- | ------------------------------ | ---------- | ----------------- | ----- |
| 2002 | Mistrzostwa świata juniorów    | Kingston   | 10. miejsce       | 2,14  |
| 2003 | Mistrzostwa Europy juniorów    | Tampere    | 12. miejsce       | 2,15  |
| 2005 | Młodzieżowe mistrzostwa Europy | Erfurt     | 11. miejsce       | 2,21  |
| 2005 | Uniwersjada                    | Izmir      | 3. miejsce        | 2,23  |
| 2006 | Igrzyska Wspólnoty Narodów     | Melbourne  | 2. miejsce        | 2,26  |
| 2006 | Mistrzostwa Europy             | Göteborg   | el. – 14. miejsce | 2,23  |
| 2007 | Halowe mistrzostwa Europy      | Birmingham | 3. miejsce        | 2,29  |
| 2007 | Uniwersjada                    | Bangkok    | 5. miejsce        | 2,23  |
| 2007 | Mistrzostwa świata             | Osaka      | 14. miejsce       | 2,21  |
| 2008 | Igrzyska olimpijskie           | Pekin      | 9. miejsce        | 2,25  |
| 2009 | Halowe mistrzostwa Europy      | Turyn      | el. – 16. miejsce | 2,22  |
| 2010 | Mistrzostwa Europy             | Barcelona  | 3. miejsce        | 2,29  |
| 2010 | Puchar interkontynentalny      | Split      | 3. miejsce        | 2,25  |
| 2010 | Igrzyska Wspólnoty Narodów     | Nowe Delhi | el. – 16. miejsce | 2,13  |
| 2011 | Mistrzostwa świata             | Daegu      | el. – 29. miejsce | 2,21  |
| 2014 | Igrzyska Wspólnoty Narodów     | Glasgow    | 5. miejsce        | 2,21  |